# Lampides albovittata
Lampides albovittata är en fjärilsart som beskrevs av Charles Oberthür 1910. Lampides albovittata ingår i släktet Lampides och familjen juvelvingar. Inga underarter finns listade i Catalogue of Life.